# 大井町 (名古屋市)
大井町（おおいちょう）は、愛知県名古屋市中区の地名。丁番を持たない単独町名である。住居表示実施。

## 地理
名古屋市中区南部に位置する。東は千代田四丁目、西は橘二丁目、南は平和一丁目・同二丁目、北は富士見町に接する。

### 河川
- 新堀川 - 富士見橋[2]

## 歴史

### 町名の由来
東古渡町の字大井戸に由来する。

### 沿革
- 1911年（明治44年）11月1日 - 中区東古渡町字大井戸および前津小林町字追堂の各一部により、同区大井町として成立[1]。
- 1913年（大正2年）4月 - 大井尋常小学校が設置される[4]。
- 1974年（昭和49年）5月11日 - 下茶屋町・下前津町・西川端町9丁目・古沢町1丁目および2丁目の各一部を編入する[5]。また、一部が平和一丁目および平和二丁目にそれぞれ編入される[6]。

## 世帯数と人口
2019年（平成31年）2月1日現在の世帯数と人口は以下の通りである。
| 町丁   | 世帯数  | 人口    |
| ------ | ------- | ------- |
| 大井町 | 643世帯 | 1,152人 |

## 学区
市立小・中学校に通う場合、学校等は以下の通りとなる。また、公立高等学校に通う場合の学区は以下の通りとなる。
| 番・番地等 | 小学校             | 中学校                 | 高等学校 |
| ---------- | ------------------ | ---------------------- | -------- |
| 全域       | 名古屋市立橘小学校 | 名古屋市立伊勢山中学校 | 尾張学区 |

## 交通
- 名古屋市営地下鉄
 名城線 東別院駅[2]

## 施設
- イーブルなごや

7番25号。大井プール跡地に女性教育の振興を目的とした社会教育施設として、1978年（昭和53年）7月19日に婦人会館の名称で設置。1991年（平成3年）5月、女性情報センターの設置に伴い、女性会館と改称。2014年（平成26年）4月1日より、同趣旨の男女平等参画推進センターが統合された。鉄筋コンクリート造地下1階・地上4階建で、延床面積は5,826.57平方メートル。会議室・研修室・集会室・図書資料室などを備える。

## その他

### 日本郵便
- 郵便番号 : 460-0015[WEB 3]（集配局：名古屋中郵便局[WEB 8]）。

### WEB
1. ↑  “愛知県名古屋市中区の町丁・字一覧”.   人口統計ラボ. 2017年4月7日閲覧。
2. 1 2  “町・丁目(大字)別、年齢(10歳階級)別公簿人口(全市・区別)”.   名古屋市 (2019年2月20日). 2019年2月20日閲覧。
3. 1 2  “郵便番号”.  日本郵便. 2019年2月10日閲覧。
4. ↑  “市外局番の一覧”.   総務省. 2019年1月6日閲覧。
5. ↑  名古屋市役所市民経済局地域振興部住民課町名表示係 (2015年10月21日). “中区の町名一覧”.   名古屋市. 2017年4月7日閲覧。
6. ↑  “市立小・中学校の通学区域一覧”.   名古屋市 (2018年11月10日). 2019年1月14日閲覧。
7. ↑  “平成29年度以降の愛知県公立高等学校（全日制課程）入学者選抜における通学区域並びに群及びグループ分け案について”.   愛知県教育委員会 (2015年2月16日). 2019年1月14日閲覧。
8. ↑  郵便番号簿 平成29年度版 - 日本郵便. 2019年02月26日閲覧 (PDF)

### 書籍
1. 1 2  福岡清彦 1976, p. 14.
2. 1 2 3 4  「角川日本地名大辞典」編纂委員会 1989, p. 1478.
3. ↑  名古屋市計画局 1992, p. 293.
4. ↑  名古屋市会事務局 1963, p. 201.
5. ↑  福岡清彦 1976, p. 1.
6. ↑  名古屋市計画局 1992, p. 791.

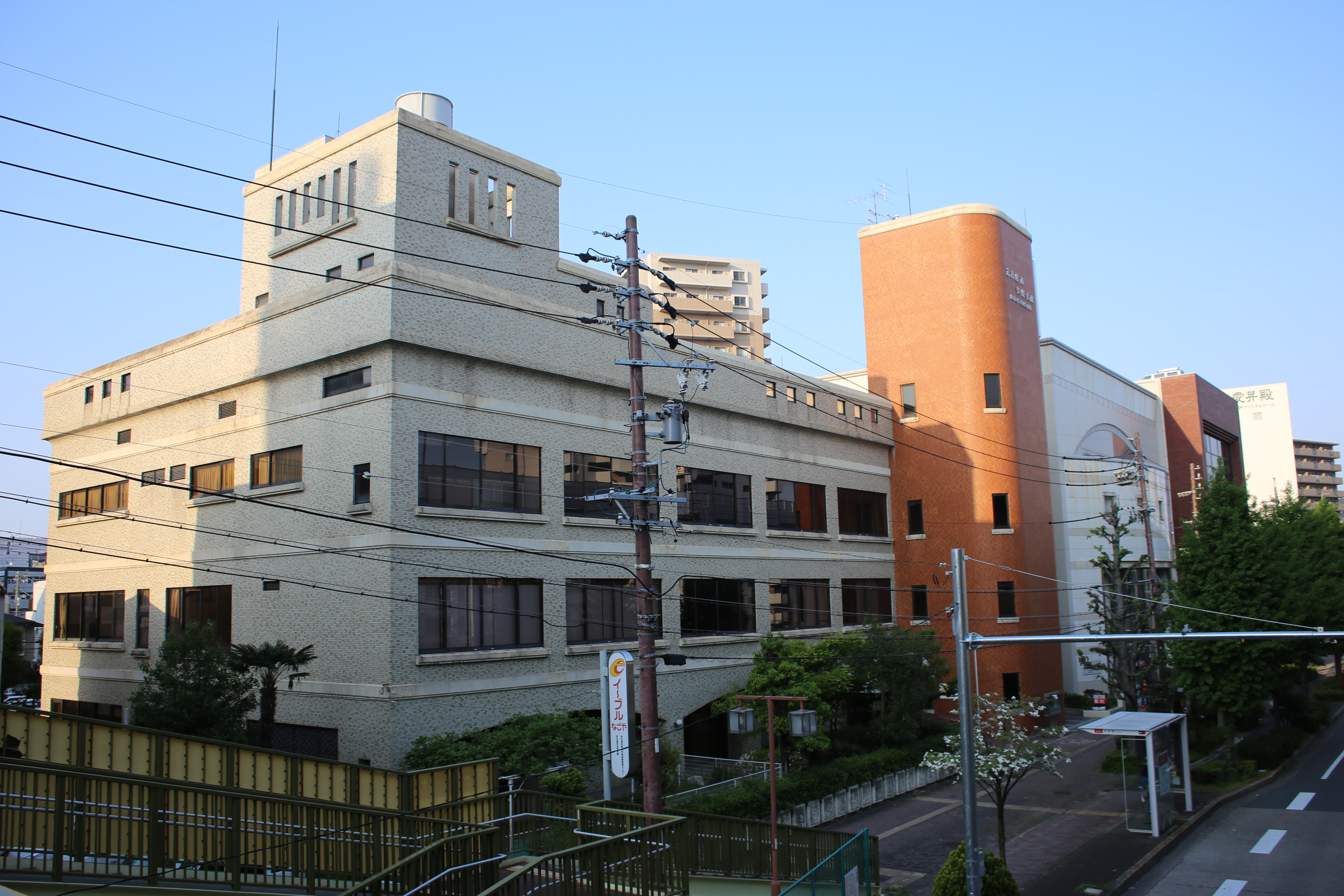
イーブルなごや（2015年4月）

7. 1 2 3 4 5 6  名古屋市教育委員会事務局総務部企画経理課 2018, p. 221.